# Parc Nacional del Chobe

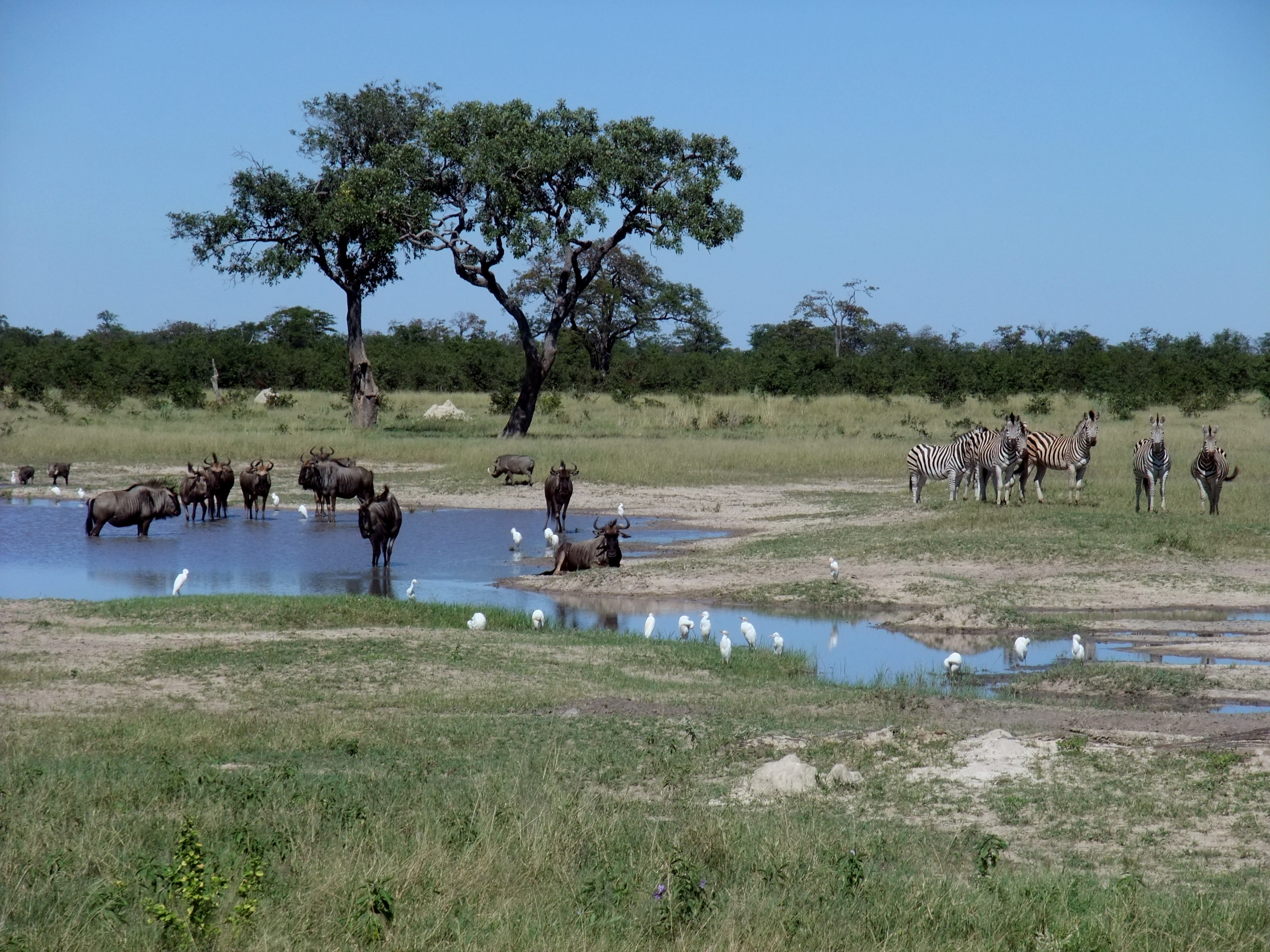
Parc Nacional de Chobe

El Parc Nacional del Chobe (Chobe National Park), al nord de Botswana, és una de les majors concentracions de caça dins Àfrica. Per extensió és el tercer parc del país després de la Reserva de Caça del Kalahari Central (Central Kalahari Game Reserve) i el Parc Nacional Gemsbok (Gemsbok National Park), i és la més diversificada. També és el primer parc nacional del país. Originàriament la zona estava habitada pels boiximans.
En aquest parc el rei Joan Carles I va patir un accident en un safari d'elefants l'abril de 2012.

## Geografia

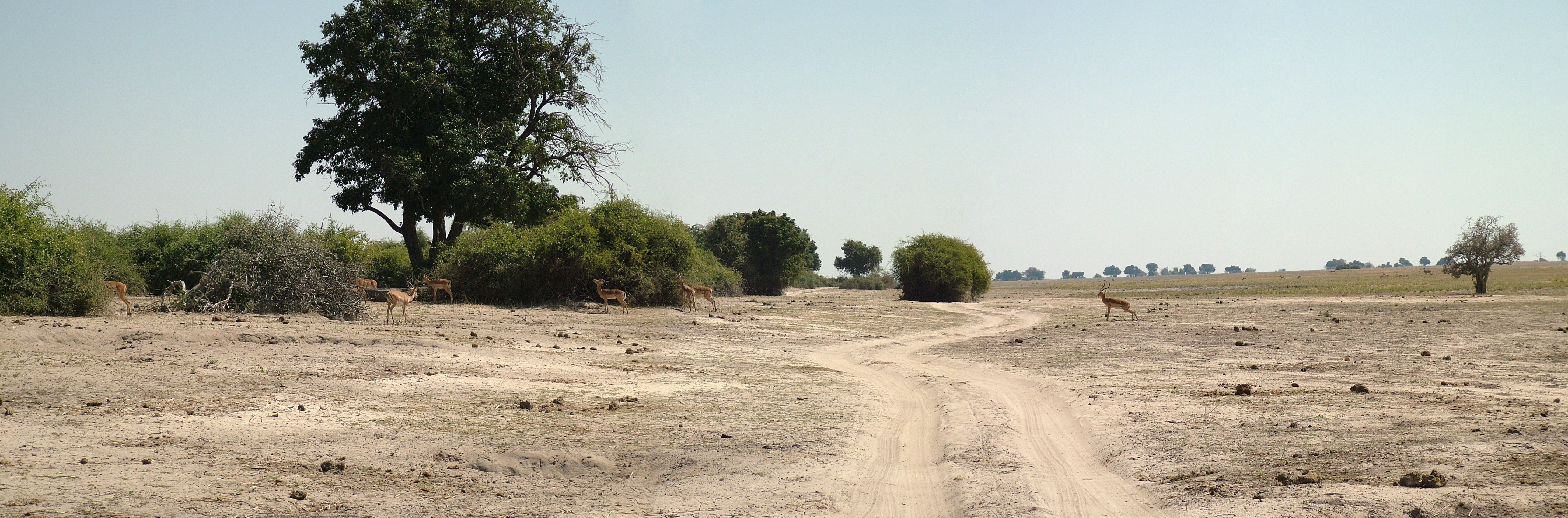
Panoràmica del riu Chobe

El parc es subdivideix en 4 zones, cadascuna de les quals correspon a un ecosistema diferent: 

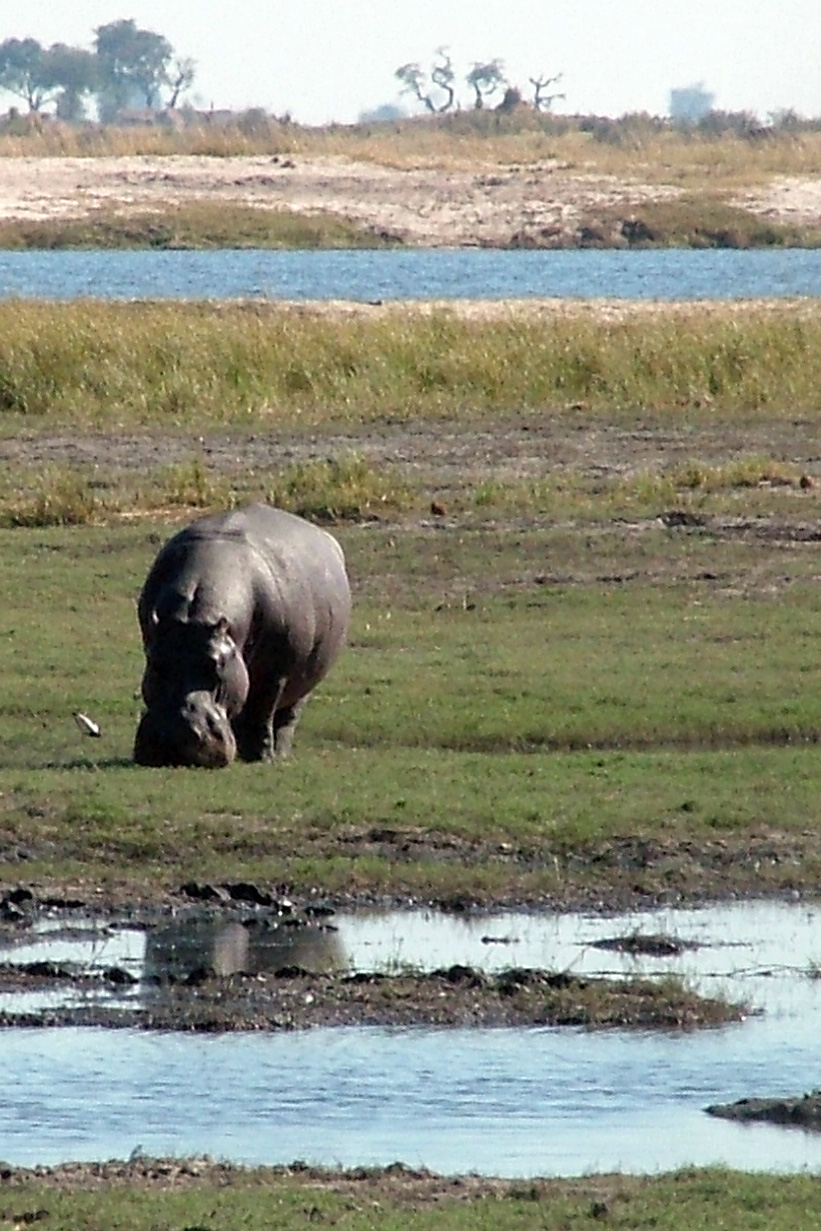
riu Chobe

- La zona Serondela (o Chobe riverfront), és a l'extrem nord-est del parc, hi ha molta pressió sobre la vegetació exercida pels elefants. Hi discorre el riu Chobe on van a beure els animals especialment durant l'estació seca que va de maig a octubre. Aquesta és la zona del parc més visitada., en part per la seva proximitat a les Cascades Victòria.

- Savuti Marsh area, de 10.878 km² d'extensió a l'oest del parc. És la resta d'un gran llac. Actualment s'inunda estacionalment. Hi ha molt sabana i herbassars on pasturen molts animals salvatges. Hi ha migracions anuals de zebres.

- Linyanti Marsh, situada al nor-oest adjacent al riu Linyanti. Hi ha bosc de ribera, arbredes obertes i llacunes amb també planes inundables. Hi ha grans concentracions de lleons, lleopards, gosso salvatges africans, antílops, hipopòtams i elefants. També s'hi troben cocodrils i molts ocells.

- Entre Linyanti i els pantans de Savuti i ha una zona càlida i seca principalment ocupada per l'arbreda de Nogatsaa. S'hi trobe elands.

## Concentracions d'elefants
S'estima que en aquest parc hi ha uns 50.000 elefants, potser la concentació d'elefants major d'Àfrica, tanmateix l'any 1990 només eren uns pocs milers.
El tipus d'elefant és l'elefant de Kalahari. Els seus ullals són força curts potser per la deficiència en calci dels sòls de la zona.
Tants elefants causen danys en la vegetació en algunes zones. De fet, hi ha controvèrsia sobre la manera com s'ha de gestionar aquest excés de població d'elefants.
Durant l'estació seca els elefants s'agrupen a la zona dels rius Chobe i Linyanti. Fan una migració de 200 km cap a la part sud-est del parc.

## Turisme

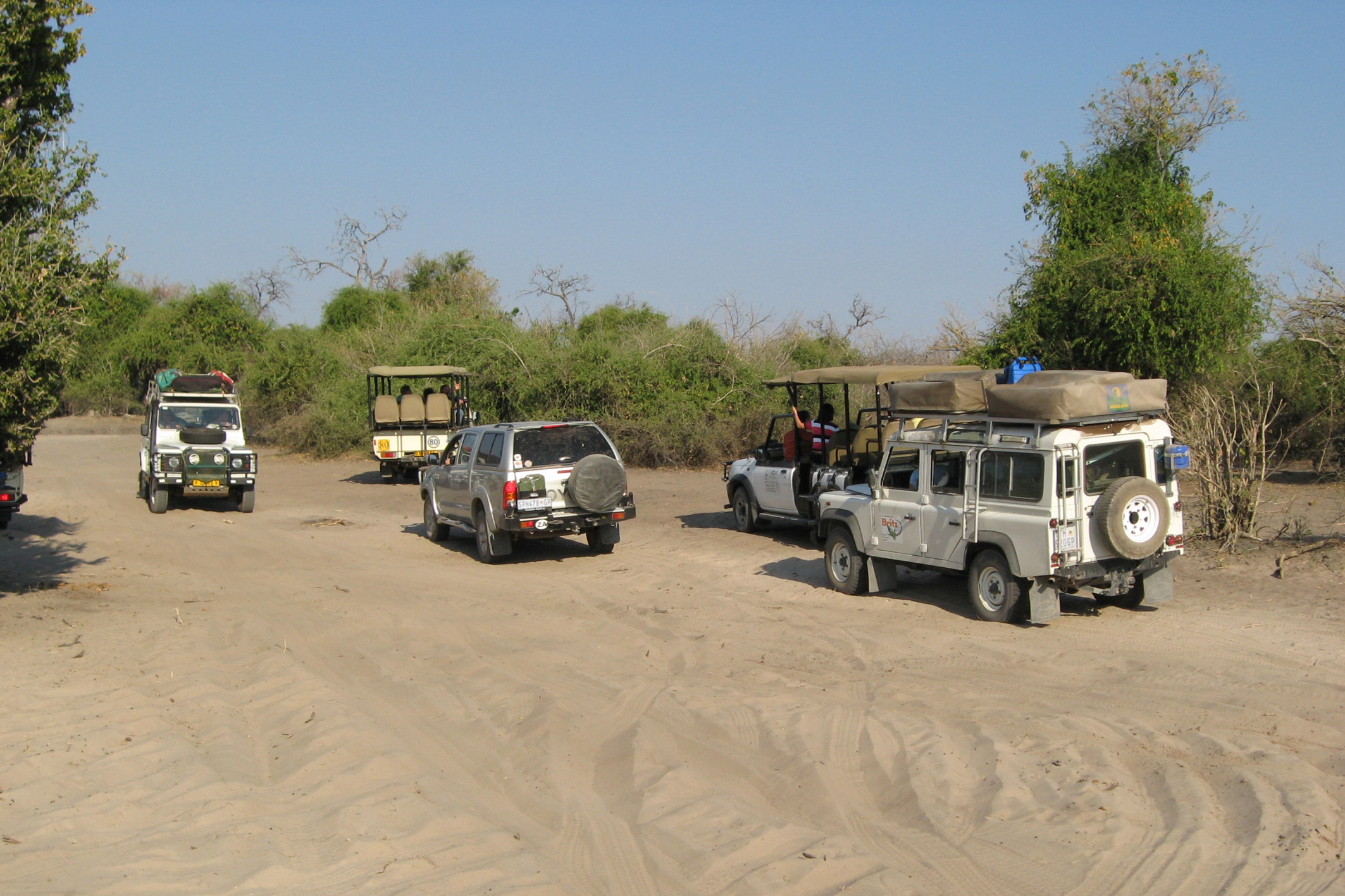
Turistes esperant veure un lleopard.

Les reserves s'han de fer amb anticipació, hi ha tres llocs principals d'acampada dins del parc: a Ihaha, Savuti, (172 km al sud-oest de la porta de Sedudu) i el campament de Linyanti.

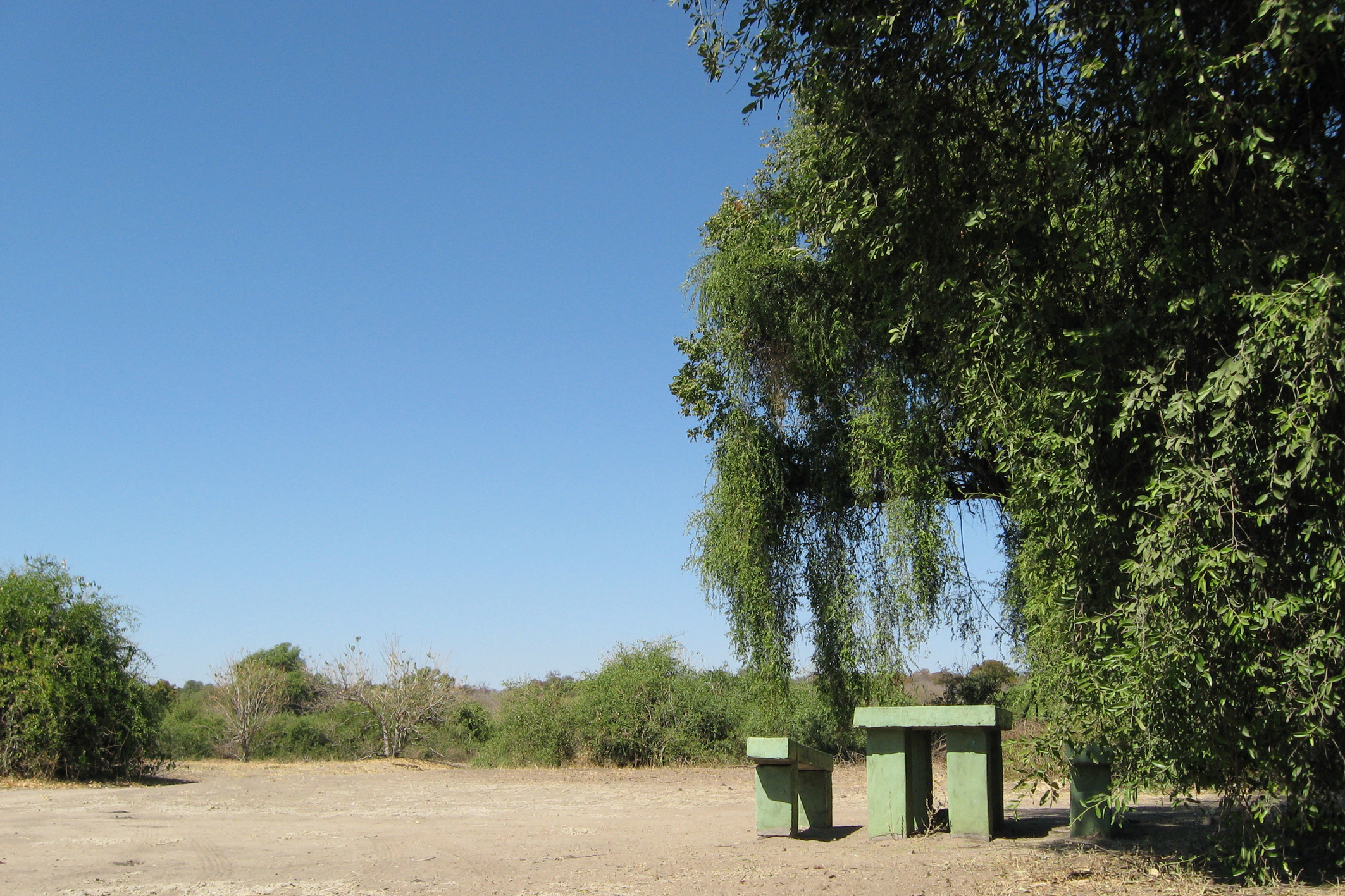
Zona de turistes

Es fan servir veicles 4x4 per fer els trasllats entre campaments, ja que les carreteres no estan en gaire bon estat essent millors prop del riu Chobe. No hi ha infraestructura entre Maun i Kasane.